# Hoffman Island
La Hoffman Island est une île artificielle de 4,5 ha située dans la partie inférieure de la baie de New York, au large de South Beach Staten Island, New York. L'île Swinburne, plus petite (1,6 ha), se trouve immédiatement au sud. Créée en 1873 sur l'Orchard Shoal  par l'ajout d'un site d'enfouissement, l'île a été nommée en l'honneur de  John Thompson Hoffman (en), ancien maire de New York (1866 – 1868) et gouverneur de New York (1869 – 1871).

## Histoire

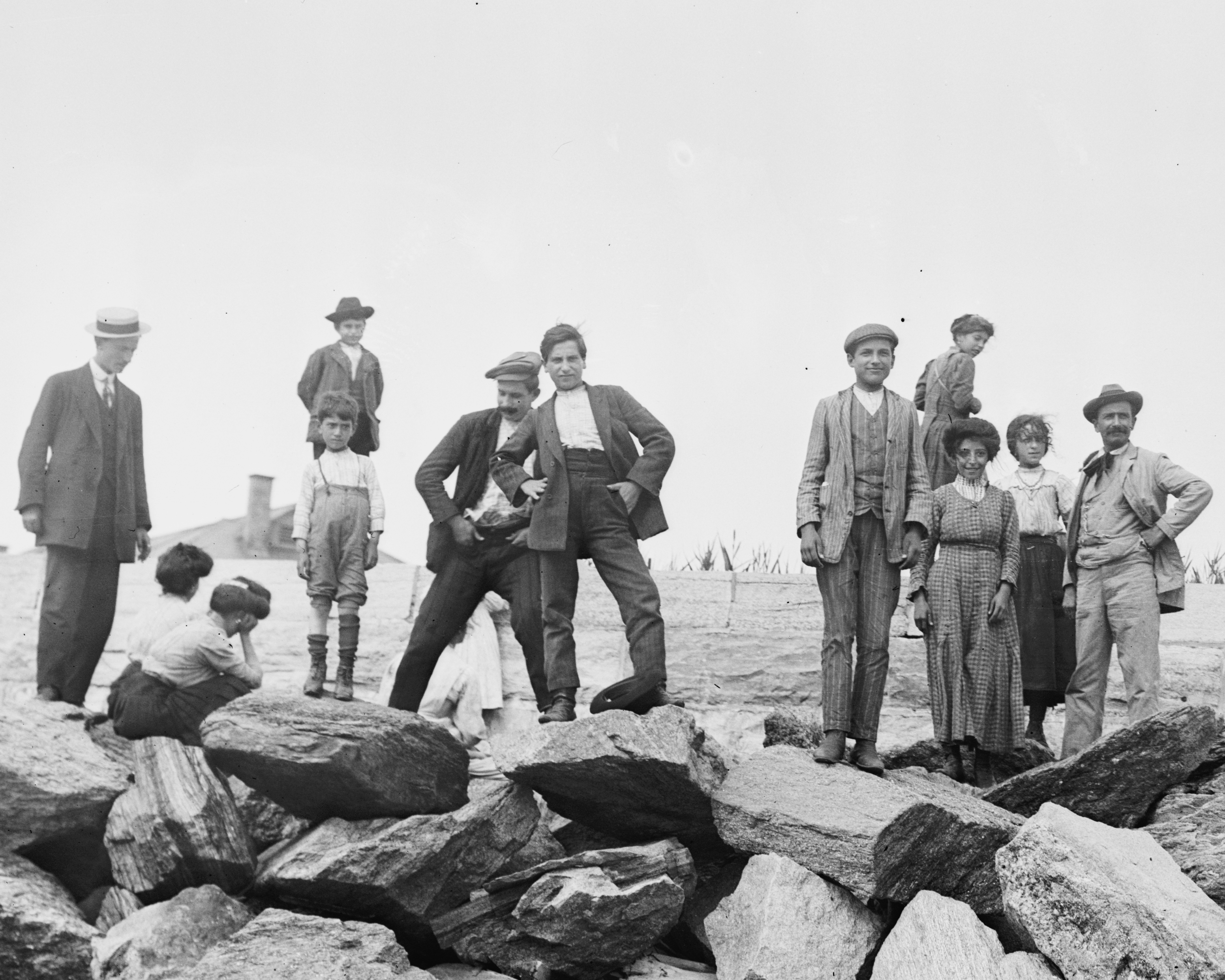
Personnes mises en quarantaine sur l'île Hoffman entre 1910 et 1915

À la fin des années 1800 et au début des années 1900, les îles Hoffman et Swinburne ont été utilisées comme station de quarantaine, abritant des immigrants qui, à leur arrivée au poste d'inspection des immigrants à Ellis Island, présentaient des symptômes de maladie(s) contagieuse(s).

### La Seconde Guerre mondiale
À partir de 1938 et pendant la Seconde Guerre mondiale, la marine marchande des États-Unis a utilisé les îles Hoffman et Swinburne comme site d'entraînement. Les huttes Quonset construites pendant cette période ne sont plus évidentes sur l'île Hoffman, mais à partir de 2017, leurs vestiges sont toujours visibles sur l'île Swinburne. Pendant la Seconde Guerre mondiale, les îles ont également servi de points d'ancrage pour les filets anti-sous-marins destinés à protéger la baie de New York contre les sous-marins ennemis entrant de l'océan Atlantique.

### Après la Seconde Guerre mondiale
Depuis la Seconde Guerre mondiale, plusieurs propositions d'utilisation des îles Hoffman et Swinburne ont été présentées. Dans les années 1950, l'urbaniste Robert Moses et le consultant politique Bernard Baruch préconisaient de transformer les îles en parc de la ville, mais ce projet n'a pas été réalisé. En 1961, tous les bâtiments existants sur l'île Hoffman ont été rasés. Dans les années 1980, en réponse aux projets de la ville de New York d'ouvrir de nouveaux lieux pour sans-abri au milieu des quartiers résidentiels de Staten Island, certains des résidents potentiellement touchés ont proposé un plan pour construire un refuge sur Hoffman Island, Swinburne Island ou les deux. Ce projet ne sera jamais mis en œuvre.

## Utilisation actuelle
Les îles Hoffman et Swinburne sont actuellement gérées par le National Park Service dans le cadre de la Staten Island Unit of Gateway National Recreation Area . Pour protéger les habitants aviaires des îles, qui comprennent la grande aigrette, l' aigrette neigeuse, le héron nocturne à couronne noire, l' ibis brillant, le cormoran à aigrettes et le goéland marin, l'île est interdite au public. À partir de 2001, des phoques communs ont été observés hivernant sur les îles et à proximité.

## Voir également